# Айболит и Бармалей (мультфильм)
«Айболит и Бармалей» — советский кукольный мультфильм, созданный в 1973 году Наталией Червинской по мотивам сказки Корнея Ивановича Чуковского «Айболит».

## Сюжет
Доктор Айболит и его друзья открыли больницу для всех зверей и птиц. Но никто к ним не шёл: доктор уже всех вылечил на прошлой неделе. А у самих друзей другой работы не было. Наконец к ним прилетела ласточка с сообщением: в Африке заболели все обезьяны. Айболит и его звери отправляются их лечить.
В Африке доктор зовёт обезьян, и они сразу к ним выходят. Но это оказываются разбойники во главе с Бармалеем в костюмах обезьян. У каждого из них что-то сильно, нетерпимо болело: у толстого разбойника — живот, у рыжего — спина, у зубастого — нога, у долговязого — рука и глаз, а у самого Бармалея — зуб. Но они не хотели лечиться и вообще ненавидели докторов и врачей, и поэтому схватили всю бригаду врачей и бросили в тюрьму. Айболиту и зверям удаётся сбежать от разбойников с помощью попугая Карудо, который протискивается сквозь прутья решётки и крадёт ключ у спящего Бармалея. Они прибегают к обезьянам и лечат их, но Бармалей и его банда разбойников опять настигают доктора и снова ловят его. Но из-за одной чихающей обезьяны у разбойников начинаются осложнения болезней, что позволяет Айболиту и его команде схватить всю банду разбойников. Доктор Айболит и его команда излечивают Бармалея и разбойников, в результате чего вся банда разбойников добреет, пляшет и радуется, а Бармалей даёт честное слово, что больше никогда не будет разбойником.

## Над фильмом работали
| Автор сценария и режиссёр     | Наталия Червинская |
| Художник-постановщик          | Ольга Гвоздева |
| Оператор                      | Михаил Каменецкий |
| Композитор                    | Михаил Меерович |
| Звукооператор                 | Владимир Кутузов |
| Редактор                      | Раиса Фричинская |
| Мультипликаторы:              | Павел Петров, Юрий Норштейн, Майя Бузинова, Иосиф Доукша, Галина Золотовская |
| Куклы и декорации изготовили: | Владимир Аббакумов, Светлана Знаменская, Владимир Алисов, Лилианна Лютинская, Андрей Барт, Галина Филиповова, Павел Гусев, Марина Чеснокова (в титрах указана как Р. Чеснокова), Олег Масаинов, Семён Этлис |
| под руководством              | Романа Гурова |
| Директор картины              | Натан Битман |

### Роли озвучивали
| Актёр             | Роль                                                                         |
| ----------------- | ---------------------------------------------------------------------------- |
| Гарри Бардин      | Айболит / исполнение вступительной песни                                     |
| Василий Ливанов   | Бармалей                                                                     |
| Юрий Соковнин     | Крокодил / зубастый разбойник / долговязый разбойник / рыжебородый разбойник |
| Леонид Куравлёв   | Толстый разбойник                                                            |
| Клара Румянова    | Обезьяна Чичи / Свинка Хрю-Хрю / Ласточка                                    |
| Агарь Власова     | Собака Авва / попугай (в титрах не указана)                                  |
| Зинаида Нарышкина | Сова Бумба (в титрах не указана)                                             |

## Издания
В 1997 году мультфильм был выпущен на VHS изданием «Союз Видео».
В 2004 году мультфильм был выпущен на DVD компанией «Крупный план». При записи была использована цифровая реставрация изображения и звука.

## Награды и призы
Мультфильм был отмечен призами на кинофестивалях:
- «Гран-при» XVIII МКФ научно-фантастических фильмов в Триесте (Италия), 1974 г.
- Приз VIII МКФ короткометражных и документальных фильмов в Лилле (Франция), 1974 г.